# Stolas nigrolineata
Stolas nigrolineata is een keversoort uit de familie bladkevers (Chrysomelidae). De wetenschappelijke naam van de soort werd in 1893 gepubliceerd door George Charles Champion.